# Enumeratio Plantarum Horti Regii Berolinensis Altera
Enumeratio Plantarum Horti Regii Berolinensis Altera (abreviado Enum. Hort. Berol. Alt.) es un libro con descripciones botánicas que fue escrito por el médico, botánico, pteridólogo micólogo y naturalista alemán Heinrich Friedrich Link y publicado en Berlín en dos partes el los años 1821-1822 con el nombre de Enumeratio Plantarum Horti Regii Berolinensis Altera. Berolini .

## Publicación
- Parte 1, 16 Mar-30 Jun 1821;
- Parte 2, Jan-Jun 1822